# باغة شيخ موسي (شيخ موسي)
باغة شیخ موسی (بالفارسية: باغه‌شیخ‌موسی) هي قرية تقع في إيران في قسم شیخ موسي الريفي. يقدر عدد سكانها بـ 370 نسمة بحسب إحصاء 2016.